# Karen Elson
Karen Jill Elson (Oldham, 14 gennaio 1979) è una supermodella e cantante britannica.

## Biografia

### Moda
La sua carriera da indossatrice inizia nel 1995, anno in cui viene scoperta da un talent scout e l'anno successivo ottiene la sua prima copertina importante: quella di Vogue Italia.
Dal 1997 in poi la sua carriera da top model internazionale decolla, appare sulle copertine più prestigiose come quella di Vogue Italia e viene fotografata dai più celebri fotografi al mondo tra i quali: Steven Meisel, Bruce Weber, Craig McDean, Mario Testino e molti altri.
Inoltre sfila sulle passerelle delle case di moda più famose al mondo tra New York, Londra, Milano e Parigi.
Infatti nel corso della sua carriera la Elson ha sfilato per la maggior parte dei più importanti stilisti internazionali, inclusi Marc Jacobs, Gianfranco Ferré, Chanel, Dolce & Gabbana, Balenciaga, Missoni, Gucci, Fendi, Alexander McQueen, Versace, Moschino, Dries Van Noten, Bottega Veneta, Zac Posen, Valentino, Hermès, Vivienne Westwood, Paul Smith, Calvin Klein, Donna Karan, Oscar de la Renta, Carolina Herrera, John Galliano, Dior, Balmain, Chloé, Salvatore Ferragamo, Lanvin e moltissimi altri.
Inoltre è stata testimonial per le campagne pubblicitarie di Yves Saint Laurent, Jean Paul Gaultier, Louis Vuitton, Prada, Giorgio Armani, Versace, Christian Dior, Gucci, Escada, Christian Lacroix, Perry Ellis, Clinique, Guerlain, Burberry, Chanel, Céline, Roberto Cavalli, Tiffany, Tom Ford, Dsquared² e molte altre.
È stata il volto della celebre pubblicità del profumo "Classique" di Jean Paul Gaultier.
È inoltre comparsa sulle copertine di Vogue, W, Dazed & Confused, Numéro, Marie Claire, Elle ed altri.
Nel 1998 ha vinto il premio VH1 Fashion Award ed è stata definita da Karl Lagerfeld "bellezza del millennio" e nel 2005 ha vinto il British Fashion Award come migliore modella dell'anno.
Tra i numerosi traguardi professionali della Elson vanno ricordate anche la partecipazione alle sfilate di Victoria's Secret nel 2001 e nel 2002 e la presenza in ben due edizioni del calendario Pirelli: quella del 2001 e quella del 2006.

### Musica
La Elson nel 2002 è comparsa in un video, girato da Craig McDean, mentre canta in duetto Devil's Plaything una cover dei Danzig con Melissa Auf Der Maur, che suona anche una chitarra Fender Jaguar, nel Chelsea Hotel di New York. Ha lavorato nel 2003 come corista per Robert Plant, con cui ha registrato alcuni duetti nel 2004, che tuttavia non sono mai stati pubblicati.
Nel 2005 un suo singolo intitolato Coming Down è stato pubblicato come allegato della rivista Uncut.
Nel 2006 ha registrato una cover di Je t'aime... moi non plus insieme a Cat Power, nell'album tributo all'artista Serge Gainsbourg Monsieur Gainsbourg Revisited (Virgin Records/Verve).
Il 25 maggio 2010 è uscito il suo primo album, intitolato The Ghost Who Walks, che vede alla batteria il compagno Jack White. Nel 2015 ha rivelato di stare lavorando al suo secondo album, che sarebbe stato pubblicato l'anno successivo. Il 7 aprile 2017 è infine uscito l'album Double Rouse.
Il 29 aprile 2022 esce l'album Green preceduto dal singolo Broken Shadow.
La Elson appare inoltre nel video musicale dei The White Stripes Blue Orchid, diretto da Floria Sigismondi.

### Altre attività
Nel 2008 ha aperto una boutique vintage a Nashville. 
Ha partecipato ad alcuni filmati dedicati al mondo della moda, come Tom Ford Is Missing, War Opera e molti altri.

## Vita privata
La Elson è stata spesso portavoce di come l'industria della moda possa danneggiare le giovani donne, dando un ideale fisico sbagliato e malsano, ammettendo ella stessa di soffrire di disordini alimentari sin da quando aveva sette anni. Nel 2020 ha pubblicato una sua autobiografia, intitolata The Red Flame, nella quale ha descritto i disturbi alimentari della sua infanzia, il suo coraggio nell'affrontare le molestie sul lavoro ed altro.
È anche ambasciatrice di Save the Children e ha viaggiato in Sierra Leone, Medio Oriente e Costa d'Avorio. Ha scritto numerosi articoli ed è apparsa alla CNN in merito al suo impegno per i diritti dei bambini.
Nel 2005 sposa il musicista Jack White del gruppo statunitense The White Stripes. Il luogo del matrimonio, officiato da uno sciamano, è una canoa sul Rio delle Amazzoni. Il rito comunque viene convalidato più tardi da un sacerdote cattolico.
La coppia ha avuto due figli: Scarlett Teresa (2 maggio 2006) ed Henry Lee (7 agosto 2007). Nel giugno del 2011, la coppia divorzia.

## Discografia

### Album in studio
- 2010 – The Ghost Who Walks
- 2017 – Double Roses
- 2022 – Green

### Live
- 2012 – Live at Third Man Records

### EP
- 2011 – Vicious
- 2012 – Milk & Honey
- 2020 – Radio Redhead, vol. 1

### Singoli
- 2010 – The Truth Is in The Dirt
- 2010 – The Ghost Who Walks
- 2017 – Call Your Name
- 2017 – Wonder Blind

## Agenzie
- Women Management - New York
- Beatrice Models
- Group Model Management
- Models 1 Agency
- Viva Models - Parigi
- Modelwerk
- Talents Models